# The Kelpies
The Kelpies sont deux sculptures en plein air hautes d'une trentaine de mètres Ces sculptures  sont situées près du canal de Forth et Clyde dans le parc Helix (en), dans le Falkirk en Écosse.

The Kelpies. (attention, photo très détaillée, dont la taille peut poser des problèmes à certains navigateurs web). Août 2015.

Les sculptures représentent deux têtes de chevaux et sont un monument consacré à l'héritage équin à travers le pays.
The Kelpies sont l'œuvre du sculpteur Andy Scott (en) en 2013. Le nom de la statue fait référence à des créatures issus du folklore écossais et irlandais, les Kelpies, possédant des caractéristiques chevalines, aquatiques et humanoïdes à la fois, et qui hantent les eaux des rivières ou des lacs.